# Lâm Bình (huyện)
Lâm Bình là một huyện thuộc tỉnh Tuyên Quang, Việt Nam.

## Địa lý
Huyện Lâm Bình nằm ở phía bắc tỉnh Tuyên Quang, có vị trí địa lý:
- Phía đông giáp huyện Na Hang
- Phía tây giáp huyện Vị Xuyên và huyện Bắc Quang thuộc tỉnh Hà Giang
- Phía nam giáp huyện Chiêm Hóa
- Phía bắc giáp huyện Bắc Mê, tỉnh Hà Giang.

Huyện có diện tích 917,55 km², dân số năm 2020 là 51.421 người, mật độ dân số đạt 56 người/km².

### Địa hình
Lâm Bình có địa hình hiểm trở, có nhiều núi đá vôi, thấp dần từ bắc xuống nam; bị chia cắt rất lớn, nhiều vùng gần như biệt lập, sự gắn kết giữa các vùng dân cư, các điểm kinh tế - xã hội hạn chế. Nằm trên vòng cung sông Gâm, Lâm Bình có nhiều dãy núi lớn. Núi đất và núi đá xen kẽ lẫn nhau, tạo thành nhiều thung lũng lớn, nhỏ. Huyện có nhiều đỉnh núi cao trên 1.000m, tập trung chủ yếu ở các xã Lăng Can, Xuân Lập, Phúc Yên, dãy núi có đỉnh cao nhất là núi Phia Choóng (thuộc địa phận xã Bình An, cao 1.229m).
Đây cũng là những nơi có địa hình hiểm trở, bị chia cắt mạnh, giao thông khó khăn, độ che phủ của rừng còn khá lớn, đó cũng là vùng giàu tài nguyên nhất của huyện.

### Khí hậu
Do ảnh hưởng của địa hình, khí hậu của Lâm Bình phụ thuộc vào độ cao và đặc điểm của núi. Vùng cao trên 800m mang sắc thái khí hậu á nhiệt đới, nhiệt độ cao nhất trong năm khoảng trên 30°. Vùng thấp dưới 800m mang sắc thái khí hậu á nhiệt đới, nóng, ẩm. Khí hậu trong năm chia làm 4 mùa rõ rệt, nhiệt độ trung bình trong năm là 22độ, độ ẩm không khí khoảng 85%, lượng mưa trung bình 1.800mm.
Nằm sâu trong nội địa, được che chắn bởi nhiều dãy núi cao, Lâm Bình thường hay có gió xoáy, gió lốc thất thường, không theo chu kỳ. Mùa lạnh nhiều sương, đầu mùa hè hay có mưa đá, mùa mưa thường có các trận lũ ngắn đột ngột.

### Sông ngòi
Sông, suối có tốc độ dòng chảy lớn, nhiều thác ghềnh, thường lũ trong mùa mưa; tuy có gây một số khó khăn trong phát triển KT-XH, song cũng có những tiềm năng kinh tế. Đặc biệt, huyện có diện tích mặt nước lòng hồ thủy điện Na Hang trên 3.500ha, ngoài cung cấp nước phục vụ đời sống, sản xuất, sông suối còn có nguồn thủy sản khá phong phú với nhiều loại cá ngon và thuận lợi trong phát triển du lịch, là đường giao thông quan trọng giữa các vùng, đồng thời có thể phát triển thủy điện nhỏ và các công trình thủy điện lớn. Nhiều thác nước tạo nên những thắng cảnh hấp dẫn.

### Tài nguyên thiên nhiên

#### Tài nguyên đất
Tổng diện tích đất tự nhiên của huyện là 78.495,51ha; trong đó: Đất nông nghiệp: 71.214,65 ha, chiếm 90,72%, trong đó đất lâm nghiệp: 68.969,78 ha, chiếm 87,86%; đất sản xuất nông nghiệp 2.180,47ha, chiếm 2,78%; Các loại đất khác: 7.280,86 ha, chiếm 9,28%. Diện tích đất nông nghiệp của huyện không lớn, thích hợp với việc phát triển cây lương thực, cây công nghiệp. Có thảm thực vật phong phú để phát triển chăn nuôi đại gia súc. Đất đai, khí hậu một vài nơi cho phép trồng các loại cây ăn quả ôn đới và phát triển nghề rừng.

#### Tài nguyên rừng
Rừng Lâm Bình có nhiều loại gỗ, dược thảo và muông thú quý, hiếm; đó là thế mạnh kinh tế cơ bản của huyện. Nằm ở thượng nguồn sông Gâm, rừng  có tác dụng rất lớn trong việc bảo vệ nguồn nước, hạn chế tác dụng của lũ, lụt đối với vùng hạ lưu.

## Lịch sử
Địa bàn huyện Lâm Bình trước đây vốn thuộc 2 huyện: Na Hang và Chiêm Hóa. Theo Đại Nam nhất thống chí và các sách địa lý học lịch sử khác: Các đời Đinh (968 - 980), Tiền Lê (980 - 1009), Lý (1010 - 1225), Trần (1225 - 1400) địa bàn các huyện trên thuộc châu Vị Long. Thời thuộc Minh (1414 - 1427) là châu Đại Man. Từ thời Lê đến đầu thời Nguyễn, châu Đại Man thuộc phủ Yên Bình. Năm Minh Mệnh thứ 16 (1835) đổi gọi châu Đại Man là châu Chiêm Hóa, thuộc phủ Yên Ninh (sau đổi là phủ Tương Yên).
Trong thời kỳ Pháp thống trị, châu Chiêm Hóa thuộc Tiểu quân khu Hà Giang (1891 - 1895), rồi thuộc Tiểu quân khu Tuyên Quang (1895 - 1900) nằm trong Đạo quan binh 3 và sau đó thuộc về tỉnh Tuyên Quang được tái lập vào ngày 11 tháng 4 năm 1900.
Tháng 11 năm 1944, châu Chiêm Hóa được chia thành 2 châu: Chiêm Hóa và Nà Hang:
- Châu Chiêm Hóa gồm 4 tổng: Cổ Linh, Đài Quan, Vĩnh Gia và Thổ Bình.
- Châu Nà Hang gồm 3 tổng: Vĩnh Yên, Thượng Lâm và Côn Lôn.

Ngày 28 tháng 1 năm 2011, Chính phủ ban hành Nghị quyết số 07/NQ-CP. Theo đó: thành lập huyện Lâm Bình thuộc tỉnh Tuyên Quang trên cơ sở điều chỉnh 60.128,24 ha diện tích tự nhiên với 18.159 nhân khẩu thuộc về 5 xã của huyện Na Hang (bao gồm: toàn bộ 7.343,48 ha diện tích tự nhiên với 4.797 nhân khẩu của xã Lăng Can, 12.977,80 ha diện tích tự nhiên với 5.129 nhân khẩu của xã Thượng Lâm, 14.554,99 ha diện tích tự nhiên với 3.553 nhân khẩu của xã Khuôn Hà, 17.694,85 ha diện tích tự nhiên với 2.771 nhân khẩu của xã Phúc Yên và 7.557,12 ha diện tích tự nhiên với 1.909 nhân khẩu của xã Xuân Lập) và 18.023,93 ha diện tích tự nhiên với 11.300 nhân khẩu thuộc về 3 xã của huyện Chiêm Hóa (bao gồm: toàn bộ 5.264,50 ha diện tích tự nhiên với 2.852 nhân khẩu của xã Bình An, 6.877,77 ha diện tích tự nhiên với 5.077 nhân khẩu của xã Thổ Bình và 5.881,66 ha diện tích tự nhiên với 3.371 nhân khẩu của xã Hồng Quang).
Sau khi thành lập, huyện Lâm Bình có 78.152,17 ha diện tích tự nhiên và 29.459 nhân khẩu với 8 đơn vị hành chính cấp xã trực thuộc, bao gồm 8 xã: Lăng Can (huyện lỵ của huyện Lâm Bình), Thượng Lâm, Khuôn Hà, Phúc Yên, Xuân Lập, Bình An, Thổ Bình và Hồng Quang.
Ngày 27 tháng 4 năm 2021, Ủy ban Thường vụ Quốc hội ban hành Nghị quyết số 1262/NQ-UBTVQH14 (nghị quyết có hiệu lực từ ngày 1 tháng 7 năm 2021). Theo đó:
- Chuyển 2 xã Minh Quang và Phúc Sơn thuộc huyện Chiêm Hóa về huyện Lâm Bình quản lý
- Chuyển xã Lăng Can thành thị trấn Lăng Can (thị trấn huyện lỵ của huyện Lâm Bình).

Huyện Lâm Bình có 1 thị trấn và 9 xã như hiện nay.

## Hành chính
Huyện Lâm Bình có 10 đơn vị hành chính cấp xã trực thuộc, bao gồm thị trấn Lăng Can (huyện lỵ) và 9 xã: Bình An, Hồng Quang, Khuôn Hà, Minh Quang, Phúc Sơn, Phúc Yên, Thổ Bình, Thượng Lâm, Xuân Lập.

## Kinh tế - xã hội

### Kinh tế

#### Nông nghiệp
Diện tích đất sản xuất nông nghiệp 2.180,47 ha, các cánh đồng phần lớn nhỏ, hẹp, phân tán dọc các triền đồi, một số cánh đồng rộng nằm ở các xã: Thượng Lâm, Thổ Bình,... Diện tích đất sản xuất nông nghiệp của huyện tuy không lớn song mầu mỡ, thích hợp với việc phát triển cây lương thực, cây công nghiệp, phát triển chăn nuôi đại gia súc, trồng các loại cây ăn quả ôn đới.
Tổng sản lượng lương thực năm 2013 đạt 17.375 tấn. Năng suất lúa 56,2 tạ/ha, năng suất ngô 38,7 tạ/ha. Hệ số sử dụng đất 2,1 lần. Diện tích cây chè đạt 247,3 ha,.. Đang triển khai một số cây trồng mới, như: Lúa lai, ngô lai; cây bông được trồng ở các xã: Thượng Lâm, Lăng Can, Phúc Yên, Khuôn Hà,... Trong thời gian tới, chú trọng phát triển cây công nghiệp hàng hoá: Lạc, chè, mía và một số cây dược liệu.

#### Lâm nghiệp
Toàn huyện có 68.969,78 ha đất lâm nghiệp. Rừng có nhiều loại gỗ, thảo dược và muông thú quý, hiếm.
Song song với khai thác, huyện thực hiện việc trồng, khoanh nuôi, tái sinh rừng, tập trung vào các loại cây chủ yếu: Quế, lát, mỡ, keo,... Sau khi thực hiện giao đất, giao rừng, toàn huyện có 68,985 ha rừng. Độ che phủ rừng đạt trên 70%.

#### Nông lâm nghiệp thủy sản
Điều kiện tự nhiên của huyện thuận lợi cho việc phát triển các loại cây công nghiệp như: Bông, chè Shan, lạc... Chăn nuôi đại gia súc như: Trâu, bò, ngựa, dê...Các loại cá có giá trị kinh tế cao như: Dầm xanh, Anh vũ, cá lăng, cá Chiên; nuôi cá Tầm trên khu vực lòng hồ thủy điện Tuyên Quang. Độ che phủ rừng đạt trên 70%, có nhiều loài cây quý hiếm như: Đinh hương, nghiến, trai, sến...
Đàn trâu có 8.312 con, đàn bò 1.345 con, đàn lợn có 23.476 con. Thực hiện Dự án ương nuôi cá giống thả hồ chứa nước thủy điện Tuyên Quang. Đang triển khai những vật nuôi mới như: Cá tấm, cá lăng, cá rô phi đơn tính, phát triển 56 lồng cá trên hồ thủy điện, tổng sản lượng nuôi trồng, khai thác thủy sản năm 2013 đạt 331 tấn.

#### Công nghiệp
Công nghiệp khai khoáng, chế biến nông, lâm sản,...
Giá trị sản xuất công nghiệp (theo giá cố định năm 1994) đạt 10.140 triệu đồng.

#### Thủ công nghiệp
Những ngành nghề tiểu thủ công nghiệp truyền thống:
1. Nghề trồng bông chủ yếu ở các xã: Thượng Lâm, Lăng Can, Phúc Yên, Khuôn Hà, sản phẩm là bông, vải sợi.
2. Nghề dệt thổ cẩm ở các xã: Thượng Lâm, Lăng Can, Phúc Yên, Khuôn Hà, sản phẩm là chăn, gối, địu, quần áo, khăn, túi thổ cẩm.
3. Nghề đan lát mây, tre, giang ở xã Lăng Can, sản phẩm là: Mành cọ, khay, giỏ, đĩa,...
4. Nghề gò, hàn, rèn ở các xã Thượng Lâm, Xuân Lập, Bình An với sản phẩm là dao, cuốc, xẻng, cày, bừa và các sản phẩm khác..
5. Nghề mộc ở các xã Thượng Lâm, Lăng Can, Thổ Bình với sản phẩm là gỗ, ván, tủ, giường, bàn ghế...
6. Các ngành nghề mới: Khai thác sỏi, cát ở xã Lăng Can, khai thác đá ở Thượng Lâm, Lăng Can; sản xuất gạch không nung chỉ ở các xã Lăng Can, Thổ Bình...

#### Dịch vụ, thương mại
Huyện có 3 chợ để trao đổi, mua bán các mặt hàng tiêu dùng và 16 điểm bán hàng chính sách xã hội. Các chợ tiêu biểu là:
1. Chợ Thượng Lâm (trung tâm xã Thượng Lâm) họp vào thứ 5 và chủ nhật hàng tuần. Hàng hoá tiêu biểu bán tại chợ là quần áo, giầy, dép, hàng nông sản, lương thực, thực phẩm.
2. Chợ Lăng Can (trung tâm xã Lăng Can) họp vào thứ 7 hàng tuần.
3. Chợ Hồng Quang (trung tâm xã Hồng Quang) họp vào thứ 5 hàng tuần.

### Xã hội

#### Giáo dục
Năm học 2013 - 2014: Toàn huyện có 26 trường học, trong đó:
- Mầm non: 8 trường
- Tiểu học: 8 trường
- THCS: 8 trường
- THPT: 2 trường.

Số lớp học của từng cấp học: 
- Mầm non: 120 nhóm lớp với 2.280 học sinh
- Tiểu học 178 lớp với 2.548 học sinh
- Trung học cơ sở 62 lớp với 1.790 học sinh
- THPT: 21 lớp, với 837 học sinh.

Giáo viên: 
- Mầm non: 199 (cán bộ quản lý: 21, giáo viên: 170, nhân viên: 8)
- Tiểu học: 251 (cán bộ quản lý: 22, giáo viên: 220, nhân viên: 9)
- THCS: 155 (cán bộ quản lý: 16, giáo viên: 128, nhân viên: 11)
- THPT: 53 (cán bộ quản lý: 4, giáo viên: 47, nhân viên: 2).

#### Y tế
Năm 2014, huyện có 1 bệnh viện đa khoa, với 50 giường bệnh và 8 trạm y tế xã với 40 giường bệnh.
Huyện có 12  bác sĩ;  52 Y sĩ; 23 điều dưỡng, nữ hộ sinh;  5 dược sỹ.

#### Bưu chính viễn thông
Huyện có 2 Bưu cục cấp III:
- Bưu cục Lăng Can phụ trách quản lý mạng bưu chính trên toàn huyện
- Bưu cục Thượng Lâm.

Với 5 điểm bưu điện văn hoá xã gồm: Khuôn Hà, Xuân Lập, Bình An, Thổ Bình, Hồng Quang.
Đường thư vận chuyển đi Tỉnh lỵ mỗi ngày 1 chuyến. Duy trì phát công văn, thư báo đến 100% các xã, các cơ quan, đơn vị trong huyện hàng ngày.
Huyện có 1 Đài truyền thanh - Truyền hình, 1 trạm thu phát sóng truyền hình ở xã Thượng Lâm. Đã lắp đặt và đưa vào sử dụng các trạm truyền thanh không dây ở 8/8 xã.

#### Điện khí hoá nông thôn
Năm 1996, mạng lưới điện quốc gia được đưa vào sử dụng và hoạt động ổn định. Đến nay, đường điện đã đến 100% xã với 100 km đường dây 35 kV; 108 km đường dây 0,4 kV và có 44 trạm biến áp.

## Du lịch
Tên địa bàn huyện có 7 di tích, danh thắng được xếp hạng cấp Quốc gia: Chùa Phúc Lâm, xưởng Quân khí H52, hang Phia Vài, động Song Long, thác Nặm Me, thắng cảnh Thượng Lâm, Đền Pú Bảo.
- Du lịch tâm linh: di tích chùa Phúc Lâm, đền Pú Bảo,...
- Du lịch sinh thái: Lâm Bình có rừng nguyên sinh với thảm thực vật phong phú, bảo tồn được nhiều loại động vật quý hiếm; danh thắng 99 ngọn núi, thác Nặm Me,... là tiềm năng để phát triển. Vùng lòng hồ thủy điện Tuyên Quang: Hòn Cọc Vài, thác Khuổi Slung, động Song Long, hang Phia Vài, xưởng Quân khí H52.
- Du lịch văn hóa: Hàng năm, vào tháng Giêng có lễ hội Lồng tông ở Thượng Lâm, Lăng Can với các hoạt động: Lễ xuống đồng, hội tung còn, đánh pàm, đánh yến, đẩy gậy, kéo co; biểu diễn then, cọi, quan làng của người Tày; hát páo dung của người Dao; thổi khèn lá, múa khèn của người Mông, lễ nhảy lửa huyền bí của người Pà Thẻn ở Hồng Quang, lễ giã cốm của dân tộc Tày. Năm 2012, lễ hội Lồng tông của dân tộc Tày được công nhận là Di sản văn hóa phi vật thể cấp Quốc gia.
- Du lịch danh lam thắng cảnh: Lâm Bình có danh thắng 99 ngọn núi, Cầu Da (xã Thượng Lâm).

## Giao thông
Từ tỉnh lỵ Tuyên Quang đến  trung tâm huyện đi theo hai tuyến:
- Tuyến 1: Dài 150 km, từ tỉnh lỵ Tuyên Quang đi theo Quốc lộ 2A (Tuyên Quang - Hà Giang) đến km 31 rẽ phải theo đường tỉnh 190 qua thị trấn Vĩnh Lộc (huyện Chiêm Hóa) đến huyện Na Hang; đi tiếp 40 km đường Na Hang - Lăng Can.
- Tuyến 2: Dài 123 km, từ tỉnh lỵ Tuyên Quang đi theo Quốc lộ 2A (Tuyên Quang - Hà Giang) đến km 31 rẽ phải theo đường tỉnh 190 qua thị trấn Vĩnh Lộc (huyện Chiêm Hóa) theo đường tỉnh 188, đi tiếp 55 km đường Chiêm Hóa – Lăng Can.

### Giao thông đường bộ
- Quốc lộ 279
- Đường tỉnh 185
- Đường tỉnh 188
- Thượng Lâm đến Bến Thủy (ĐH. 01)
- Thượng Lâm - Phúc Yên (ĐH. 02)
- Nà Nghè – Thượng Minh, xã Hồng Quang (ĐH. 03).

Đường đô thị
- Nà Mèn - Tràn Nặm Đíp (ĐT. 01)
- Tràn UBND xã Lăng Can - Sân vận động Bản Kè
- Sân vận động Bản Kè – Bản Khiển (ĐT. 03).

Tổng số phương tiện hoạt động đón, trả khách tại bến xe có 6 xe khách, trong đó: 
- Vận tải khách các tuyến liên tỉnh 6 xe
- Vận tải khách các tuyến liên tỉnh liền kề 1 xe
- Vận tải khách các tuyến nội tỉnh, nội huyện 6 xe
- Tổng số xe xuất bến bình quân 07 chuyến/ngày, lượng khách xuất bến trung bình 200 khách/ ngày.

### Đường thủy
Có 2 tuyến:
- Tuyến 1: Bến Thủy (xã Thượng Lâm, huyện Lâm Bình) đi huyện Na Hang
- Tuyến 2: Bến Thủy (xã Thượng Lâm, huyện Lâm Bình) đi huyện Bắc Mê, tỉnh Hà Giang.